# Albert Rigaux
Albert Rigaux (* 1897 in Schaerbeek/Schaarbeek bei Brüssel; † 1981 in Brüssel) war ein belgischer Maler des Impressionismus.  

## Leben
Albert Rigaux (bürgerlicher Name Henri Concierce) stammte aus einer wohlhabenden Industriellenfamilie. Seit seiner Kindheit verlebte Rigaux jeden Sommer am Meer, häufig in Ostende, wo er schon früh James Ensor kennenlernte. Er studierte bis 1919 an der Brüsseler Akademie. 1914 folgte eine Studienreise nach Spanien. Ab 1919 stellte er bei der Libre Estéthique in Brüssel aus. Von 1918 bis 1933 entstanden seine Hauptwerke mit den begehrten Strandszenen von Cannes und Ostende. 1928 zeigte Rigaux in der Galerie Georges Giroux in Brüssel sein bisheriges Gesamtwerk.